# HTC Touch 3G
HTC Jade，原廠型號HTC Touch 3G，是台灣宏達電公司所推出的智慧型手機，搭載微軟 Windows Mobile 6.1，面向低端，搭載改進型的觸控介面TouchFLO 2D，支援3G網路，具有高尚黑、華麗金、閃耀藍、時尚棕四種不同顏色款式，2008年9月15日於歐洲首度發表。

## 技術規格
- 處理器：Qualcomm MSM7225 528 MHz
- 作業系統：Windows Mobile 6.1 Professional
- 記憶體：ROM：256MB，RAM：192MB
- 尺寸：102 毫米 X 53.6 毫米 X 14.5 毫米
- 重量：96g（含電池）
- 螢幕：QVGA 解析度、2.8 吋 TFT-LCD 平面式觸控感應螢幕
- 網路：GSM/WCDMA/HSDPA/HSUPA
- GPS：配備GPS及A-GPS
- 藍牙：2.0 with EDR
- Wi-Fi：IEEE 802.11 b/g
- 相機：320萬畫素相機，不支援自動對焦功能
- 電池：1100mAh充電式鋰或鋰聚合物電池

## 外部連結
- HTC Touch 3G 概觀
- HTC Touch 3G 技術規格